# US Poker Open 2018

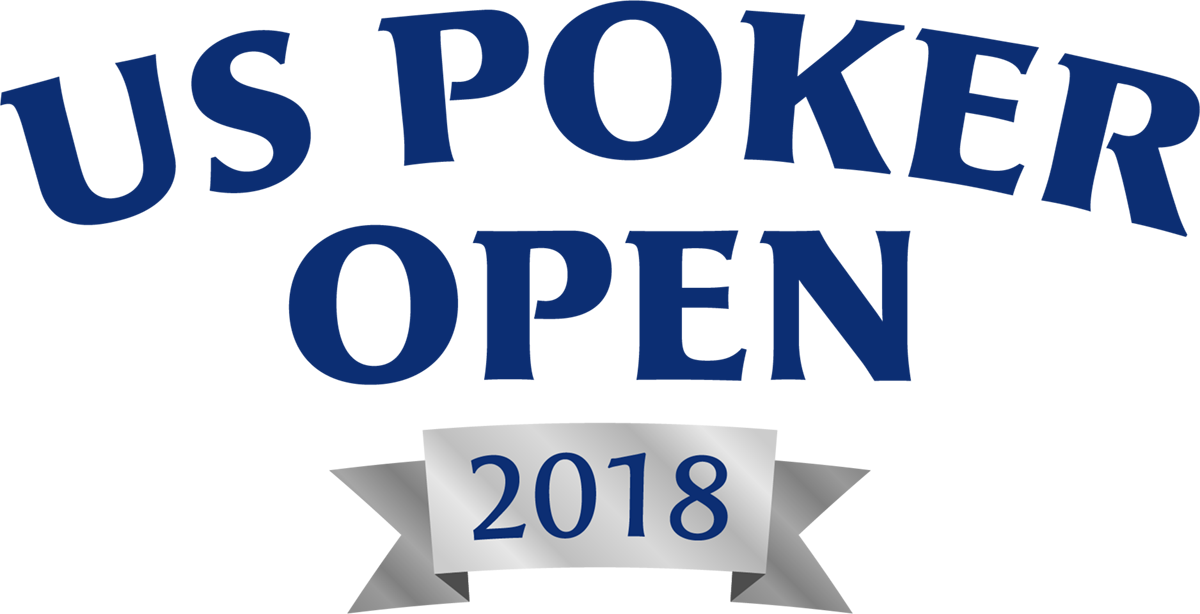
Logo der US Poker Open 2018

Die US Poker Open 2018 waren die erste Austragung dieser Pokerturnierserie und wurden von Poker Central veranstaltet. Die acht High-Roller-Turniere mit Buy-ins von mindestens 10.000 US-Dollar wurden vom 1. bis 11. Februar 2018 im PokerGO Studio im Aria Resort & Casino in Paradise am Las Vegas Strip ausgespielt.

## Struktur

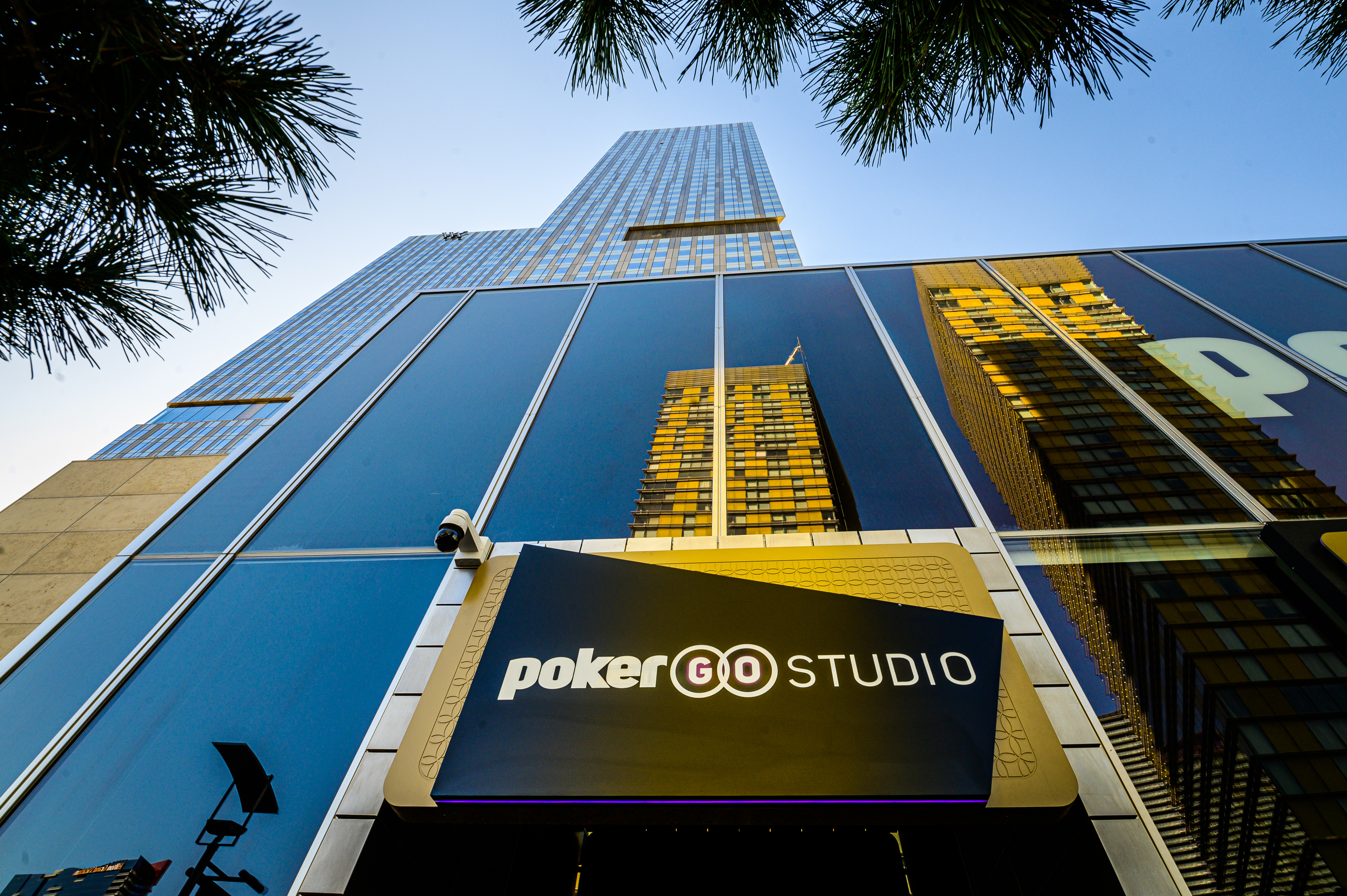
Das PokerGO Studio im Aria Resort & Casino (2019)

Von den acht Turnieren wurden sechs in der Variante No Limit Hold’em gespielt. Zudem gab es je ein Event in Pot Limit Omaha und 8-Game. Aufgrund des hohen Buy-ins waren bei den Turnieren lediglich die weltbesten Pokerspieler sowie reiche Geschäftsmänner anzutreffen. Die ersten sieben Events waren auf zwei Tage ausgelegt, lediglich das Main Event war dreitägig. Bei jedem Turnier war allen Spielern ein Re-entry gestattet. Alle Events wurden von den kostenpflichtigen Plattformen NBC Sports und PokerGO übertragen. Für PokerGO wurde das Geschehen von Ali Nejad und Jeremy Ausmus kommentiert.

## Turniere

### Übersicht
Die Turniergebühr musste nicht gezahlt werden, wenn man sich zu Turnierstart eingekauft hatte oder durch Erreichen des Finaltags im direkten Vorturnier die pünktliche Anmeldung verpasst hatte. Am 4. Februar 2018 wurde kein Turnier gespielt, da an diesem Tag der Super Bowl LII ausgetragen wurde.
| # | Turnierbeginn | Buy-in (in $) | Gebühr (in $) | Turnier                     | Teilnehmer | Sieger           | Herkunft               | Preisgeld (in $) |
| - | ------------- | ------------- | ------------- | --------------------------- | ---------- | ---------------- | ---------------------- | ---------------- |
| 1 | 1. Feb. 2018  | 10.000        | 0500          | No Limit Hold’em            | 68         | Justin Bonomo    | Vereinigte Staaten     | 190.400          |
| 2 | 2. Feb. 2018  | 10.000        | 0500          | Pot Limit Omaha             | 64         | Mike Gorodinsky  | Vereinigte Staaten     | 179.200          |
| 3 | 3. Feb. 2018  | 25.000        | 1000          | No Limit Hold’em            | 44         | Stephen Chidwick | Vereinigtes Konigreich | 374.000          |
| 4 | 5. Feb. 2018  | 25.000        | 1000          | Mixed Game Championship     | 45         | Stephen Chidwick | Vereinigtes Konigreich | 382.500          |
| 5 | 6. Feb. 2018  | 10.000        | 0500          | No Limit Hold’em            | 67         | Ben Tollerene    | Vereinigte Staaten     | 187.600          |
| 6 | 7. Feb. 2018  | 25.000        | 1000          | No Limit Hold’em            | 49         | Benjamin Pollak  | Frankreich             | 416.500          |
| 7 | 8. Feb. 2018  | 25.000        | 1000          | No Limit Hold’em            | 50         | David Peters     | Vereinigte Staaten     | 400.000          |
| 8 | 9. Feb. 2018  | 50.000        | 2000          | No Limit Hold’em Main Event | 33         | Keith Tilston    | Vereinigte Staaten     | 660.000          |

### #1 – No Limit Hold’em

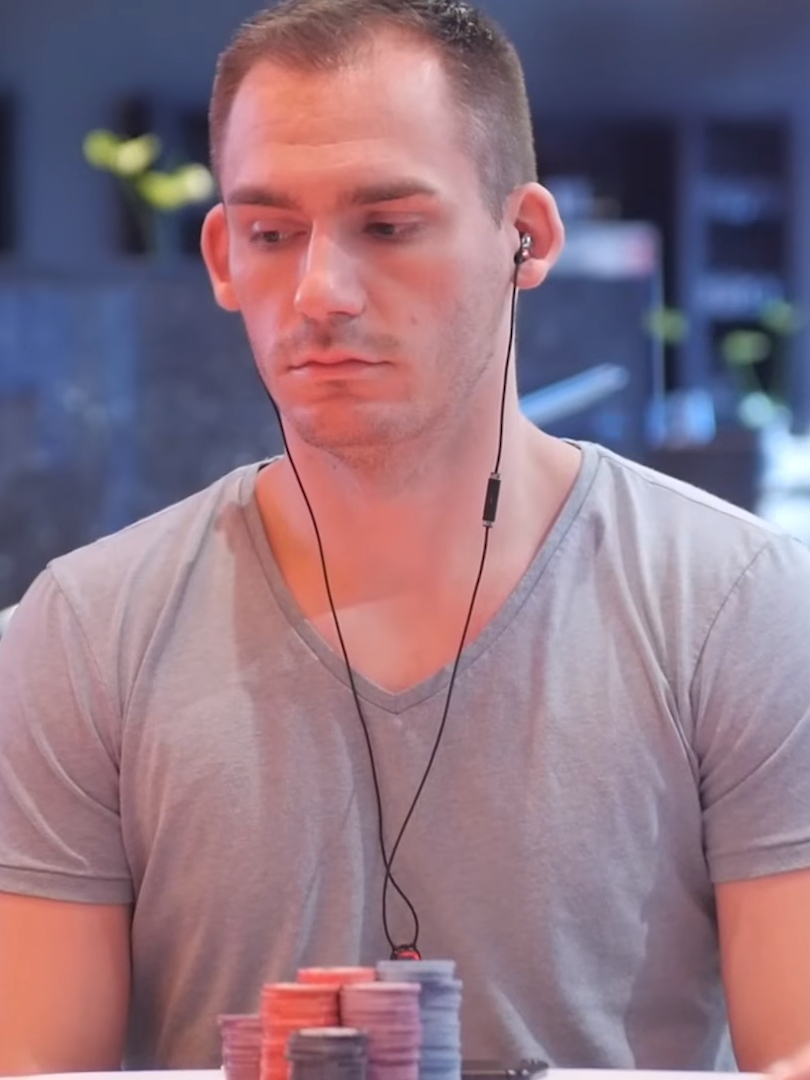
Justin Bonomo (2018)

Das erste Event wurde am 1. und 2. Februar 2018 in No Limit Hold’em gespielt. 68 Teilnehmer zahlten den Buy-in von 10.000 US-Dollar zuzüglich 500 US-Dollar Turniergebühr.
| Platz | Herkunft               | Spieler          | Preisgeld (in $) |
| ----- | ---------------------- | ---------------- | ---------------- |
| 1     | Vereinigte Staaten     | Justin Bonomo    | 190.400          |
| 2     | Libanon                | Boutros Nadim    | 136.000          |
| 3     | Vereinigte Staaten     | David Peters     | 088.400          |
| 4     | Vereinigte Staaten     | Justin Young     | 068.000          |
| 5     | Vereinigtes Konigreich | Stephen Chidwick | 054.400          |
| 6     | Vereinigte Staaten     | Sam Soverel      | 040.800          |
| 7     | Vereinigte Staaten     | Cary Katz        | 034.000          |
| 8     | Vereinigte Staaten     | Andy Park        | 027.200          |
| 9     | Vereinigte Staaten     | Jake Schindler   | 020.400          |
| 10    | Vereinigte Staaten     | Anthony Zinno    | 020.400          |

### #2 – Pot Limit Omaha
Das zweite Event wurde am 2. und 3. Februar 2018 in Pot Limit Omaha gespielt. 64 Teilnehmer zahlten den Buy-in von 10.000 US-Dollar zuzüglich 500 US-Dollar Turniergebühr.
| Platz | Herkunft           | Spieler            | Preisgeld (in $) |
| ----- | ------------------ | ------------------ | ---------------- |
| 1     | Vereinigte Staaten | Mike Gorodinsky    | 179.200          |
| 2     | Vereinigte Staaten | Richard Kirsch     | 128.000          |
| 3     | Deutschland        | Rainer Kempe       | 083.200          |
| 4     | Vereinigte Staaten | Anthony Zinno      | 064.000          |
| 5     | Serbien            | Anđelko Andrejević | 051.200          |
| 6     | Vereinigte Staaten | Cary Katz          | 038.400          |
| 7     | Vereinigte Staaten | Dan Shak           | 032.000          |
| 8     | Frankreich         | Benjamin Pollak    | 025.600          |
| 9     | Vereinigte Staaten | Joshua Ladines     | 019.200          |
| 10    | Vereinigte Staaten | Ben Yu             | 019.200          |

### #3 – No Limit Hold’em
Das dritte Event wurde am 3. und 5. Februar 2018 in No Limit Hold’em gespielt. 44 Teilnehmer zahlten den Buy-in von 25.000 US-Dollar zuzüglich 1000 US-Dollar Turniergebühr.
| Platz | Herkunft               | Spieler          | Preisgeld (in $) |
| ----- | ---------------------- | ---------------- | ---------------- |
| 1     | Vereinigtes Konigreich | Stephen Chidwick | 374.000          |
| 2     | Vereinigte Staaten     | Keith Tilston    | 242.000          |
| 3     | Kanada                 | Daniel Negreanu  | 165.000          |
| 4     | Vereinigte Staaten     | Jake Schindler   | 110.000          |
| 5     | Vereinigte Staaten     | Brent Hanks      | 088.000          |
| 6     | Vereinigte Staaten     | Seth Davies      | 066.000          |
| 7     | Vereinigte Staaten     | Nick Schulman    | 055.000          |

### #4 – Mixed Game Championship
Das vierte Event wurde am 5. und 6. Februar 2018 in 8-Game gespielt. 45 Teilnehmer zahlten den Buy-in von 25.000 US-Dollar zuzüglich 1000 US-Dollar Turniergebühr.
| Platz | Herkunft               | Spieler           | Preisgeld (in $) |
| ----- | ---------------------- | ----------------- | ---------------- |
| 1     | Vereinigtes Konigreich | Stephen Chidwick  | 382.500          |
| 2     | Vereinigte Staaten     | Christopher Vitch | 247.500          |
| 3     | Vereinigte Staaten     | Isaac Haxton      | 168.750          |
| 4     | Frankreich             | Benjamin Pollak   | 112.500          |
| 5     | Vereinigte Staaten     | Dan Shak          | 090.000          |
| 6     | Vereinigte Staaten     | Phil Hellmuth     | 067.500          |
| 7     | Kanada                 | Daniel Negreanu   | 056.250          |

### #5 – No Limit Hold’em

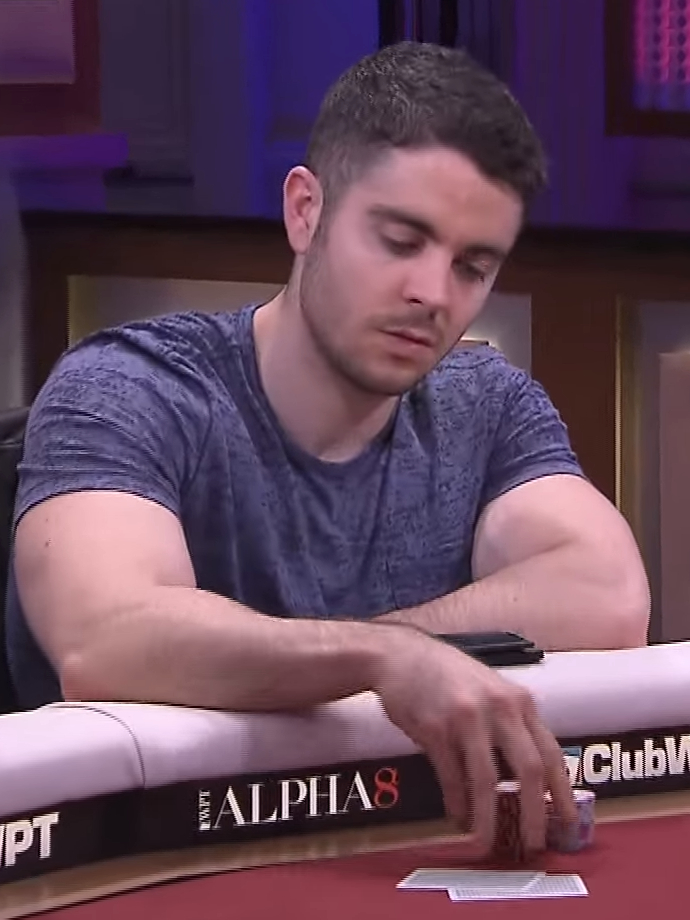
Ben Tollerene (2015)

Das fünfte Event wurde am 6. und 7. Februar 2018 in No Limit Hold’em gespielt. 67 Teilnehmer zahlten den Buy-in von 10.000 US-Dollar zuzüglich 500 US-Dollar Turniergebühr.
| Platz | Herkunft           | Spieler        | Preisgeld (in $) |
| ----- | ------------------ | -------------- | ---------------- |
| 1     | Vereinigte Staaten | Ben Tollerene  | 187.600          |
| 2     | Vereinigte Staaten | Jake Schindler | 134.000          |
| 3     | Vereinigte Staaten | Ryan Riess     | 087.100          |
| 4     | Vereinigte Staaten | Cary Katz      | 067.000          |
| 5     | Vereinigte Staaten | Kristina Holst | 053.600          |
| 6     | Vereinigte Staaten | Rodger Johnson | 040.200          |
| 7     | Vereinigte Staaten | Ben Yu         | 033.500          |
| 8     | Vereinigte Staaten | Brent Hanks    | 026.800          |
| 9     | Vereinigte Staaten | Keith Tilston  | 020.100          |
| 10    | Vereinigte Staaten | David Peters   | 020.100          |

### #6 – No Limit Hold’em

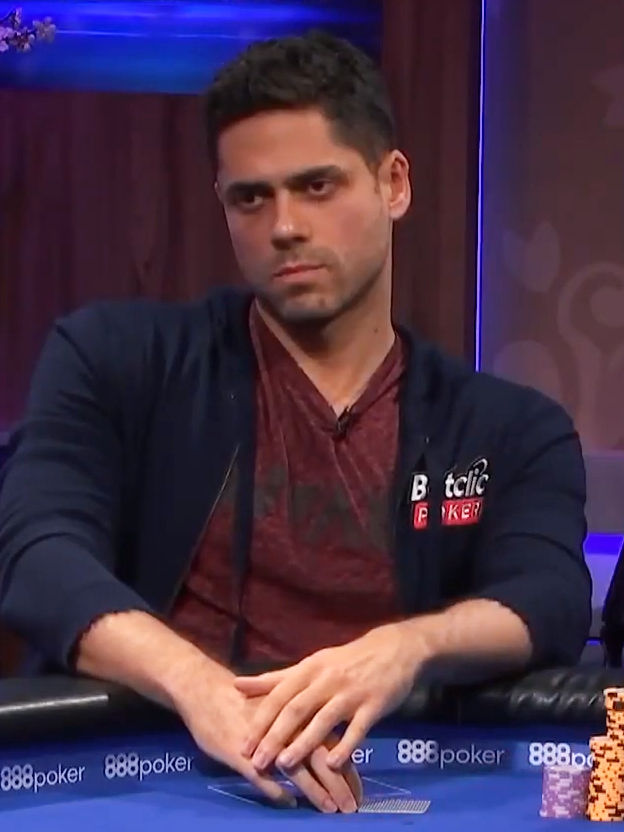
Benjamin Pollak (2018)

Das sechste Event wurde am 7. und 8. Februar 2018 in No Limit Hold’em gespielt. 49 Teilnehmer zahlten den Buy-in von 25.000 US-Dollar zuzüglich 1000 US-Dollar Turniergebühr.
| Platz | Herkunft               | Spieler          | Preisgeld (in $) |
| ----- | ---------------------- | ---------------- | ---------------- |
| 1     | Frankreich             | Benjamin Pollak  | 416.500          |
| 2     | Vereinigte Staaten     | Jason Koon       | 269.500          |
| 3     | Vereinigtes Konigreich | Stephen Chidwick | 183.750          |
| 4     | Vereinigte Staaten     | Isaac Haxton     | 122.500          |
| 5     | Vereinigte Staaten     | Brian Green      | 098.000          |
| 6     | Vereinigte Staaten     | Elijah Berg      | 073.500          |
| 7     | Kanada                 | Daniel Negreanu  | 061.250          |

### #7 – No Limit Hold’em

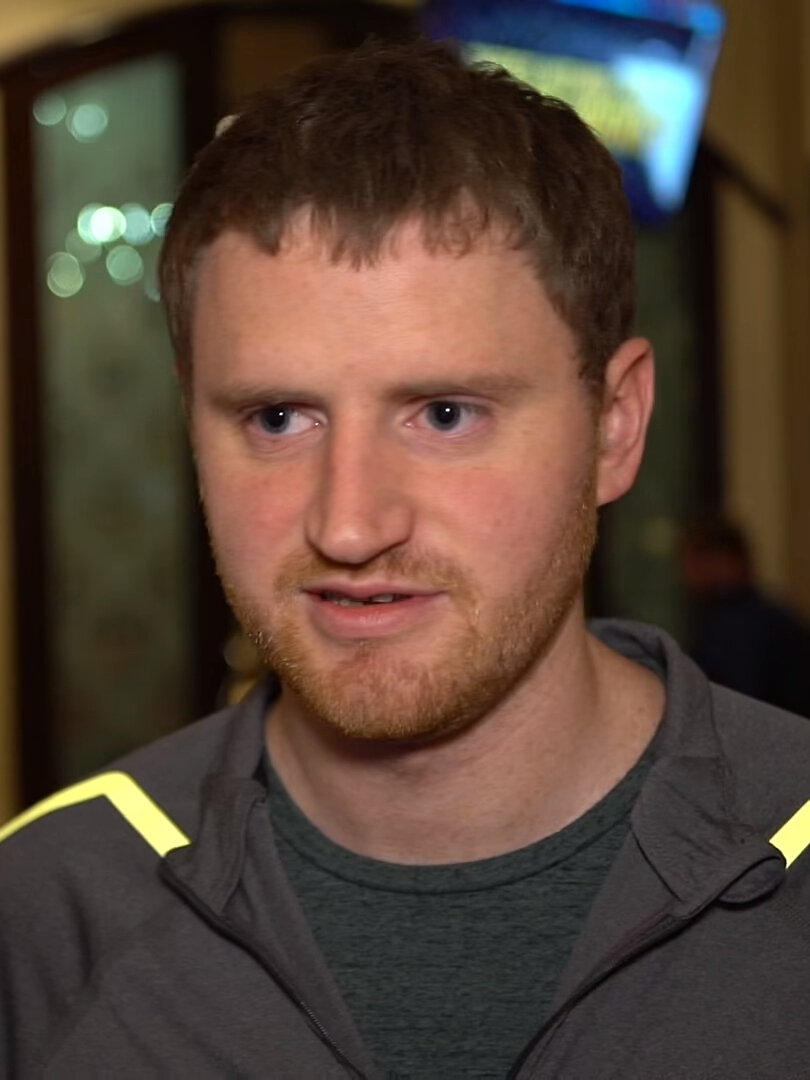
David Peters (2018)

Das siebte Event wurde am 8. und 9. Februar 2018 in No Limit Hold’em gespielt. 50 Teilnehmer zahlten den Buy-in von 25.000 US-Dollar zuzüglich 1000 US-Dollar Turniergebühr.
| Platz | Herkunft               | Spieler          | Preisgeld (in $) |
| ----- | ---------------------- | ---------------- | ---------------- |
| 1     | Vereinigte Staaten     | David Peters     | 400.000          |
| 2     | Vereinigtes Konigreich | Stephen Chidwick | 262.000          |
| 3     | Vereinigte Staaten     | Sean Winter      | 175.000          |
| 4     | Vereinigte Staaten     | Keith Tilston    | 125.000          |
| 5     | Vereinigte Staaten     | Ben Tollerene    | 100.000          |
| 6     | Kanada                 | Daniel Negreanu  | 075.000          |
| 7     | Vereinigte Staaten     | Matthew Hyman    | 062.500          |
| 8     | Vereinigte Staaten     | Isaac Haxton     | 050.000          |

### #8 – No Limit Hold’em Main Event
Das Main Event wurde vom 9. bis 11. Februar 2018 in No Limit Hold’em gespielt. 33 Teilnehmer zahlten den Buy-in von 50.000 US-Dollar zuzüglich 2000 US-Dollar Turniergebühr.
| Platz | Herkunft           | Spieler         | Preisgeld (in $) |
| ----- | ------------------ | --------------- | ---------------- |
| 1     | Vereinigte Staaten | Keith Tilston   | 660.000          |
| 2     | Vereinigte Staaten | Jake Schindler  | 429.000          |
| 3     | Kanada             | Daniel Negreanu | 264.000          |
| 4     | Vereinigte Staaten | Tom Marchese    | 165.000          |
| 5     | Vereinigte Staaten | Dan Smith       | 132.000          |

## Trophäe

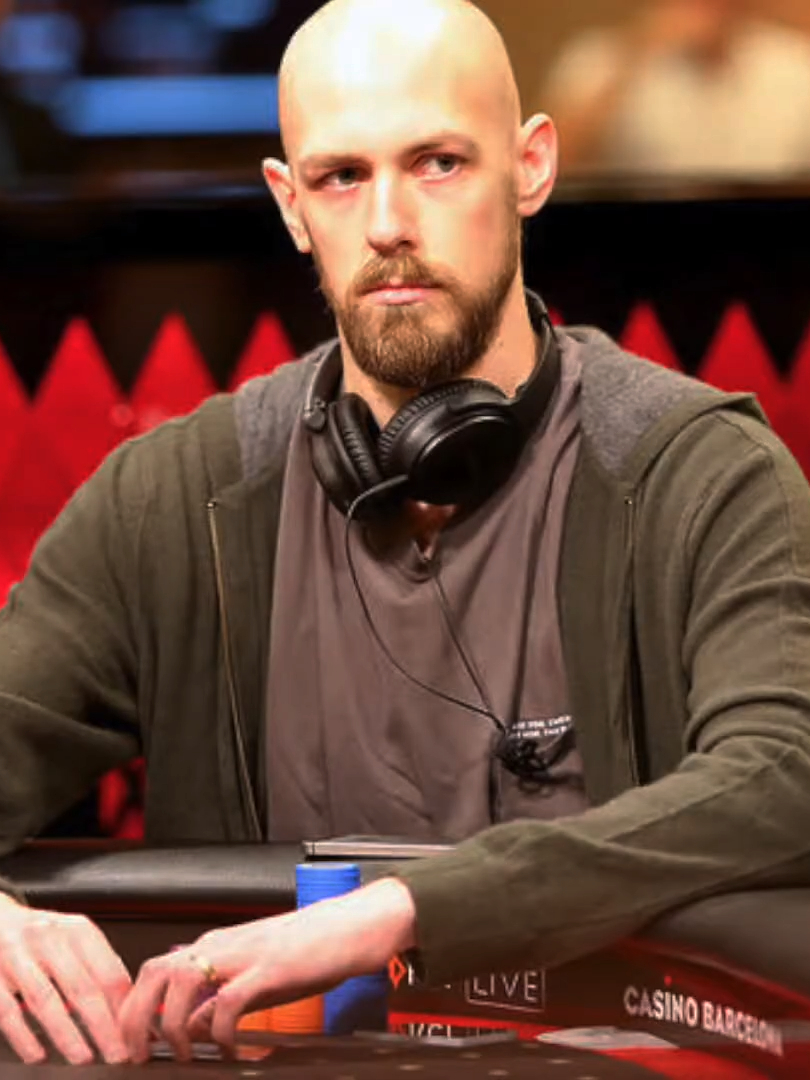
Stephen Chidwick (2018)

Bei der ersten Austragung der US Poker Open erhielt der Spieler, der über die acht Turniere hinweg das meiste Preisgeld sammelte, die „US Poker Open Championship trophy“. Sieger Stephen Chidwick gewann zwei Turniere und cashte fünfmal für Preisgelder von mehr als 1,2 Millionen US-Dollar.
| Platz | Herkunft               | Spieler           | Preisgeld (in $) | Cashes | Siege |
| ----- | ---------------------- | ----------------- | ---------------- | ------ | ----- |
| 1     | Vereinigtes Konigreich | Stephen Chidwick  | 1.216.650        | 5      | 2     |
| 2     | Vereinigte Staaten     | Keith Tilston     | 1.047.100        | 4      | 1     |
| 3     | Vereinigte Staaten     | Jake Schindler    | 0.693.400        | 4      | 0     |
| 4     | Kanada                 | Daniel Negreanu   | 0.621.500        | 5      | 0     |
| 5     | Frankreich             | Benjamin Pollak   | 0.554.600        | 3      | 1     |
| 6     | Vereinigte Staaten     | David Peters      | 0.508.500        | 3      | 1     |
| 7     | Vereinigte Staaten     | Isaac Haxton      | 0.341.250        | 3      | 0     |
| 8     | Vereinigte Staaten     | Ben Tollerene     | 0.287.600        | 2      | 1     |
| 9     | Vereinigte Staaten     | Jason Koon        | 0.269.500        | 1      | 0     |
| 10    | Vereinigte Staaten     | Christopher Vitch | 0.247.500        | 1      | 0     |